# Karen Dahlerup
Karen Dahlerup Andersen (født 17. januar 1920 i Brønderslev, død 10. juni 2018) var en dansk kvindesagsforkæmper og tidligere politiker.
Dahlerup blev efter mellemskolen uddannet defektrice og arbejdede som sådan 1937-1943. Efter nogle års beskæftigelse som fabriksarbejder og telefonist, blev hun i 1959 kontorchef for begravelsesvæsenet i Glostrup Kommune, og afløste i 1963 Grethe Hækkerup som kvindesekretær i Socialdemokratiet. Fra 1966 til 1970 var hun tillige redaktør for bladet Frie Kvinder, der blev udgivet af partiet. I 1969 besluttedes det at nedlægge kvindeudvalgene i partiet, og hendes stilling blev derfor nedlagt. Hun fungerede derfor som suppleant og blev kontorchef i Arbejdsdirektoratet.
I 1970 indtrådte Karen Dahlerup, der havde været opstillet siden 1966, i Folketinget som efterfølger for Børge Schmidt der var udtrådt, og sad i første omgang til 1971. I 1973 indtrådte hun igen, denne gang som afløser for Lene Bro som var udtrådt. Ved folketingsvalget 1977 blev Dahlerup valgt direkte til Folketinget. Frem til 1981 var hun bl.a. medlem af Finansudvalget. Hun var 1977-1979 tillige medlem af Europa-Parlamentet.
Politisk havde Dahlerup særligt fokus på spørgsmål om ligeløn, barsel og sundhedspolitik, bl.a. kritiserede hun i 1981 de politiske partier for at opstille kvinder på pladser, der ikke gav dem valg. Hun var ikke kun optaget af kvindens ligestilling, men advokerede også for ugifte fædres ret til forældremyndighed, hvilket afstedkom ros fra Foreningen Far. Hun stod bag forslaget om at nedsætte en socialdemokratisk kvindekommission, hvilket gav inspiration til Krag-regeringens Kvindekommission, der blev nedsat i 1965 med Edel Saunte som formand. Dahlerup var medlem frem til afslutningen i 1974 og var formand for dens familieudvalg fra 1967. Kommissionsarbejdet førte til oprettelsen af Ligestillingsrådet i 1975, og Dahlerup blev dets første formand. Hun sad til 1982. Efter hendes udtræden af landspolitik blev hun i 1980'erne medlem af kommunalbestyrelsen i Løkken-Vrå Kommune, hvor hun 1986-1989 var viceborgmester.